# جرج روسی
جرج روسی (انگلیسی: George Rossi؛ ۲۸ سپتامبر ۱۹۶۰ – ۵ ژانویهٔ ۲۰۲۲) بازیگر اهل اسکاتلند بود.

## گزیده فیلمشناسی
از فیلم‌ها یا مجموعه‌های تلویزیونی که وی در آن‌ها نقش داشته‌است، می‌توان به قهرمان محلی، گردن کلفت‌ها، شهر هالبی، وایت‌چپل، آسایش و خوشی، خطاهای نرم‌افزاری و پوآرو اشاره نمود.